# Metropolis 2000: Scenes from New York
Metropolis 2000: Scenes from New York es el tercer vídeo (home vídeo) en DVD lanzado por la banda de metal progresivo Dream Theater. Fue publicado en abril del 2001. El DVD contiene:
- La interpretación en vivo de su álbum de 1999, Metropolis, Pt. 2: Scenes From a Memory, enteramente.
- Una pista de audio de comentarios hechos por los cinco miembros de Dream Theater.
- Presentaciones en vivo de "A Change of Seasons", "A Mind Beside Itself", y "Learning to Live".
- Un documental "detrás-de-cámara".
- Una galería de fotos de la gira mundial Metropolis 2000.

Todas las interpretaciones en vivo fueron tomadas del concierto final de la gira Metropolis 2000 en New York, el 30 de agosto del 2000.
La edición en VHS de Metropolis 2000: Scenes from New York contiene sólo la interpretación de Scenes from a Memory.

## Intérpretes
- James LaBrie – Voz
- John Myung – Bajo
- John Petrucci – Guitarras
- Mike Portnoy – Batería
- Jordan Rudess – Teclados

## Trivia
- Mike Portnoy se desmayó después de culminado el espectáculo. La declaración oficial en su FAQ dice: Colapsé y me desmayé debido a sobre-cansancio, deshidratación, estrés, muy poca comida y nutrición, muchas red bulls, etc. Fue después de varias horas de vomitar, estar enrollado en frazadas y estar acostado que pude ser llevado fuera del sitio, horas después del espectáculo.
- El director de este vídeo es el mismo Mike Portnoy. Asegura que es lo más cercano que estará de crear una película de Scenes from a Memory.

- Datos: Q390031